# 马克西姆·夏布雷金
马克西姆·伊万诺维奇·夏布雷金（羅馬化：Maksim Ivanovich Shchablykin；1970年7月13日—）是俄罗斯政治人物，第七届国家杜马议员。
1992年，他毕业于顿河畔罗斯托夫农业工程学院。2012年至2016年，他担任罗斯托夫州立法议会议员。2016年，他当选第七届国家杜马议员。